# 国家计算流体力学实验室
国家计算流体力学实验室（National Laboratory for Computational Fluid Dynamics）又称计算流体力学国防科技重点实验室，是位于北京航空航天大学的国防科技重点实验室，由总装备部领导、北京航空航天大学与中国空气动力研究与发展中心共同承建。1990年代初863计划首届航天领域专家委员会决定组建国家计算流体力学实验室，1994年5月由国防科工委批准，1998年4月建成并对外开放。
实验室的研究方向包括计算理论、流动机理研究、飞行器空气动力学等。
实验室主任为中国工程院院士李椿萱。